# Jörgen Moberg
Jörgen Moberg (2 juni 1971) is een Zweeds voormalig voetballer die speelde als verdediger.

## Carrière
Moberg speelde van 1989 tot 1993 voor Östers IF. Van 1994 tot 1997 speelde hij voor Örgryte IS en tot 2000 speelde hij nog voor Ljungskile SK.
Hij speelde als jeugdinternational voor Zweden op de Olympische Spelen 1992.
1 Ekholm ·
2 Johansson ·
3 Björklund ·
4 Apelstav ·
5 Alexandersson ·
6 Mild ·
7 P. Andersson  ·
8 Landberg ·
9 Furth ·
10 Rödlund ·
11 Brolin ·
12 Svensson ·
13 Jansson ·
14 Moberg ·
15 Lilius ·
16 Nilsson ·
17 A. Andersson ·
18 Simpson ·
19 Gudmundsson ·
20 Axeldal ·
Coach: N. Andersson